# Syrjäsaari (ö i Södra Savolax, S:t Michel)
Syrjäsaari är en ö i Finland. Den ligger i sjön Pihlajavesi och i kommunen Puumala i den ekonomiska regionen  S:t Michel och landskapet Södra Savolax, i den södra delen av landet, 230 km nordost om huvudstaden Helsingfors. Öns area är 28,1 hektar och dess största längd är 1 kilometer i sydöst-nordvästlig riktning.